# María Luisa Camilleri Maiques
María Luisa Camilleri Maiques (1911) fue una escritora española que escribió en valenciano.

## Obra
Aparece un poema suyo, La muerte de un ángel, cuando tenía 12 años, en un periódico.
El 25 de junio de 1925 se estrena su entremés en prosa y en un solo acto El Repatriat en el Teatro Moderno, regentado por Luis Camilleri y bajo la dirección artística de Ricardo Camilleri, por la Compañía valenciana de Pepe Alba. La trama se centra en un soldado de regreso de la guerra de África.

Y desde los primeros instantes una inmensa oleada de simpatía se extendió por todo el teatro. El alma pura de María Luisa Camilleri se adueñó de todo el mundo. Su obra era corazón y pureza. Tenía la eficacia de lo noblemente sentido, de lo noblemente emocionado.
Tamerlan

Posteriormente, esta obra se publicó en el número 4 de la colección Teatre Valensiá, en 1925.
El 10 de septiembre de 1925 se estrena su siguiente obra, Els Viveros. Se desconoce la trama, pero se especula que estuviera ambientada en los Jardines del Real. También se desarrollaba en un acto y nos dice de ella la prensa de la época:

Els Viveros presenta tipos de los que van a los conciertos: los novietes cursis, el guarda implacable, que después, al ver la desesperación del muchacho multado (cogió una rosas para su novia) le perdona y devuelve la multa… ello con notas de buen sentimentalismo y bellas ingenuidades que dan al lenguaje valenciano una delicadeza y unos matices bellísimos.

Y sobre la autora novel:

La señorita Camilleri, espíritu selecto, ingenio penetrante, de sutil observación y temperamento artístico, dió (sic) a conocer un apropósito titulado Els Viveros, y fué (sic) un acierto indiscutible por la gracia de la urdimbre, por la fina observación de los tipos y por la donosura del diálogo.

El entremés Modernismos se estrenó el 17 de noviembre de 1925.
Un ratet de pronóstic, otra pieza costumbrista, se estrenó el 31 de diciembre de 1925 en el Teatro Moderno, como todas las piezas mencionadas.